# Hypothyris ninonia
Hypothyris ninonia är en fjärilsart som beskrevs av Prüffer 1922. Hypothyris ninonia ingår i släktet Hypothyris och familjen praktfjärilar. Inga underarter finns listade i Catalogue of Life.

## Bildgalleri

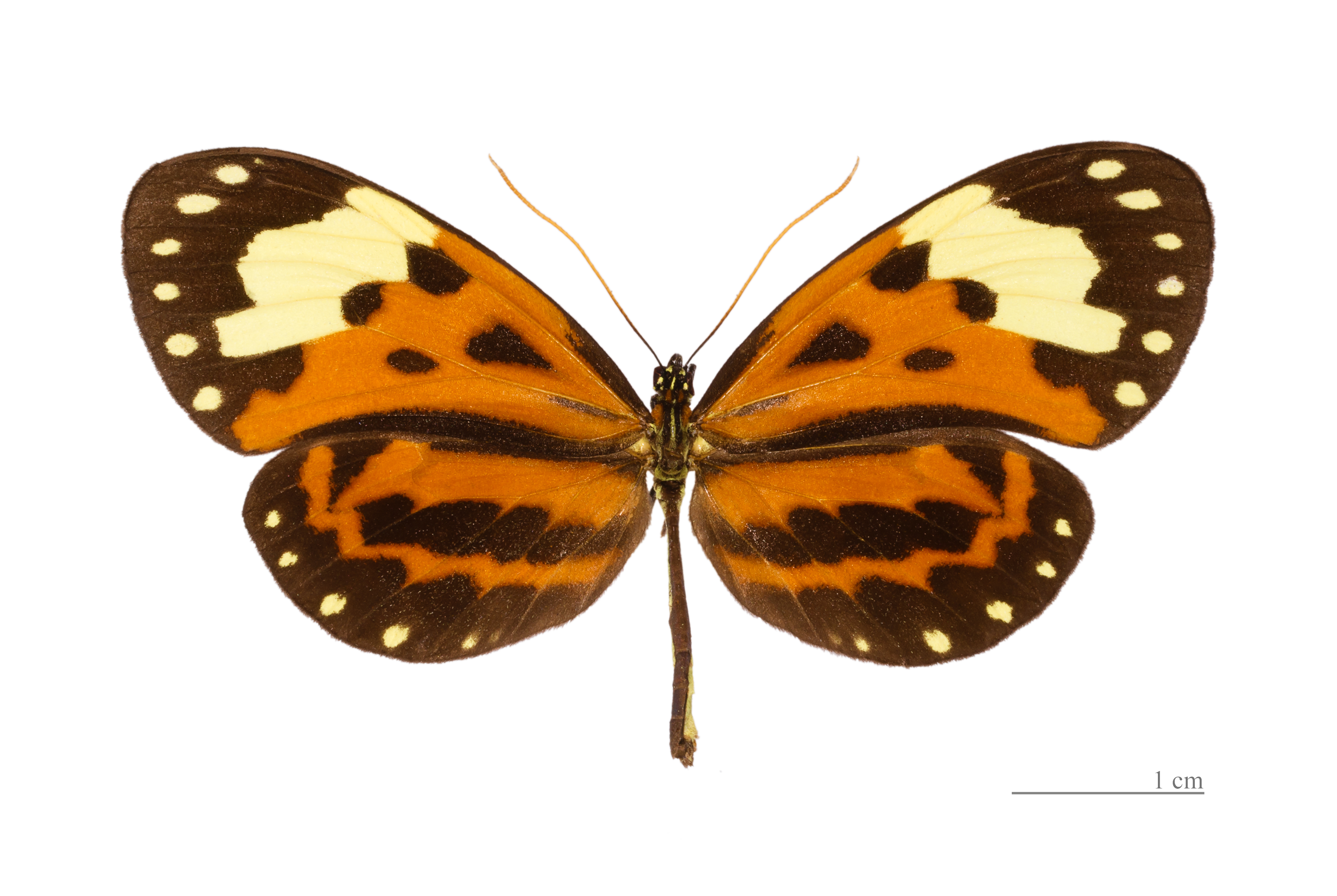
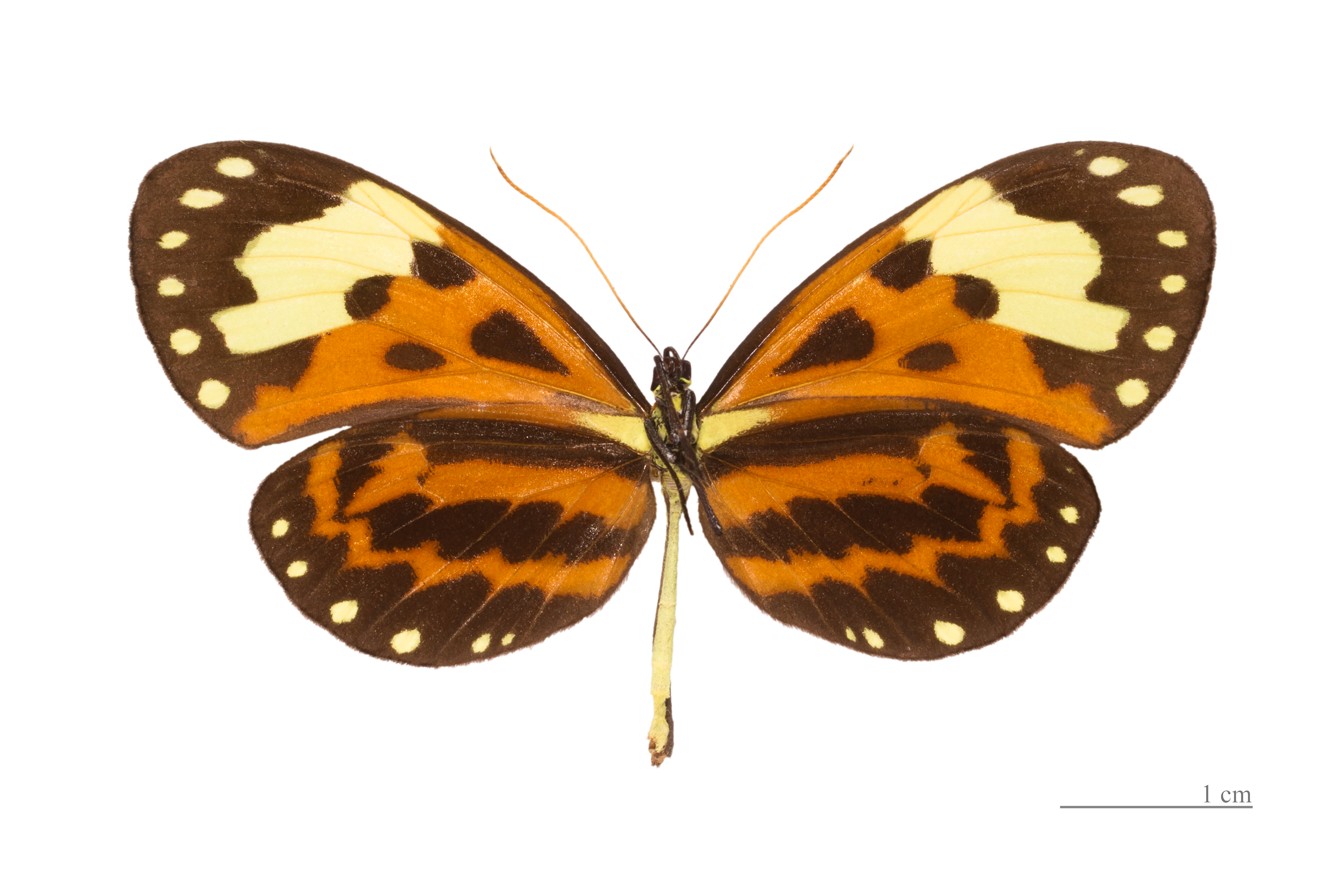
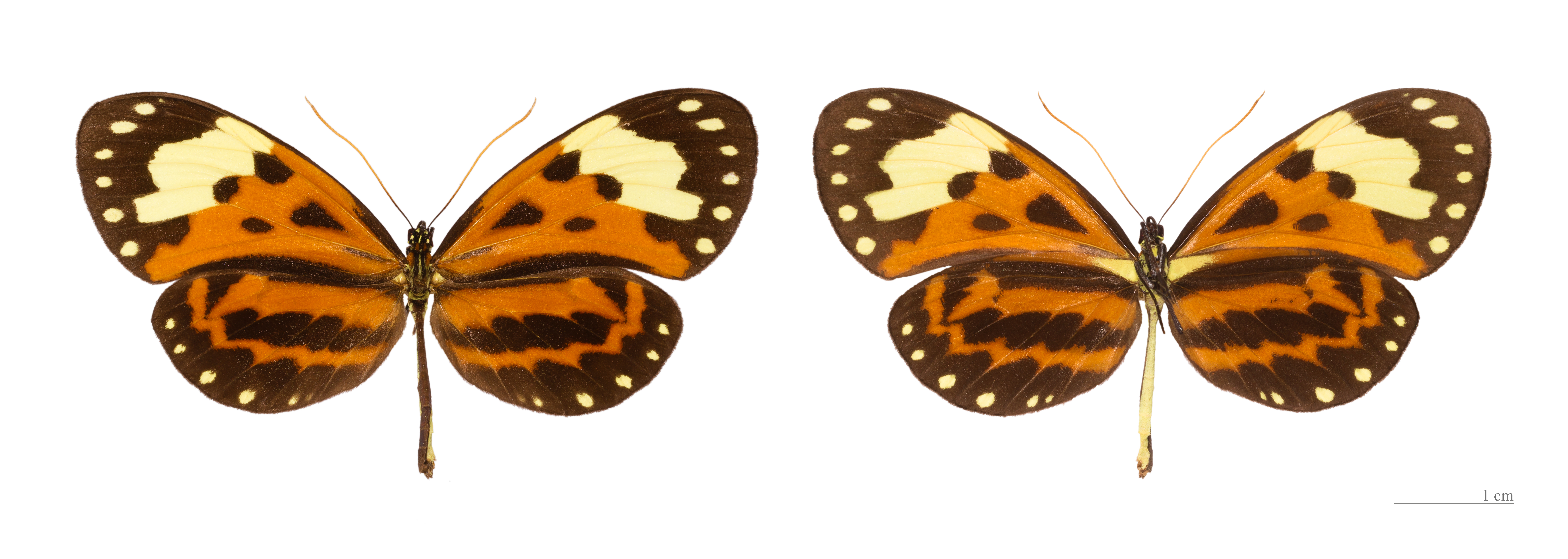
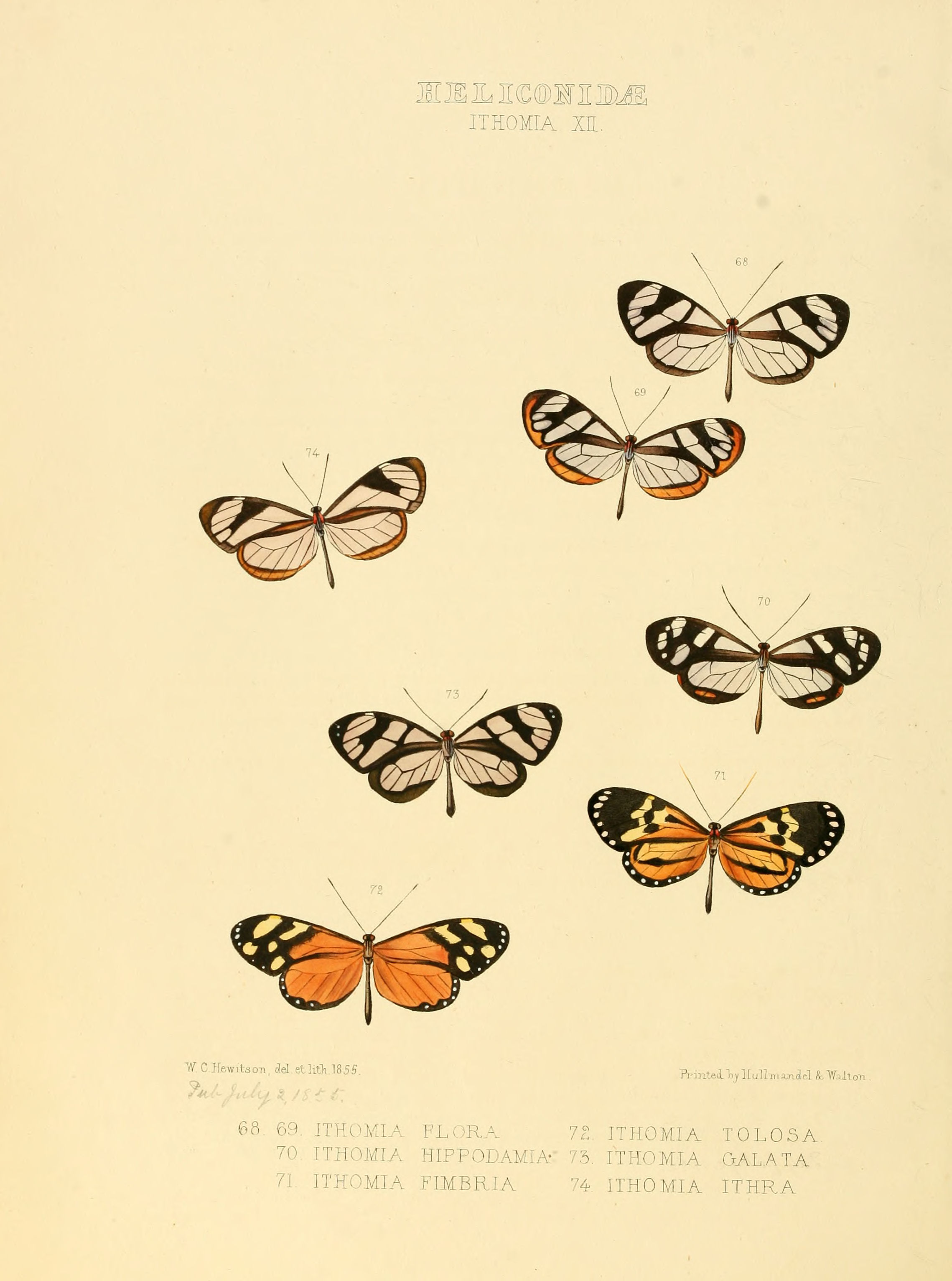
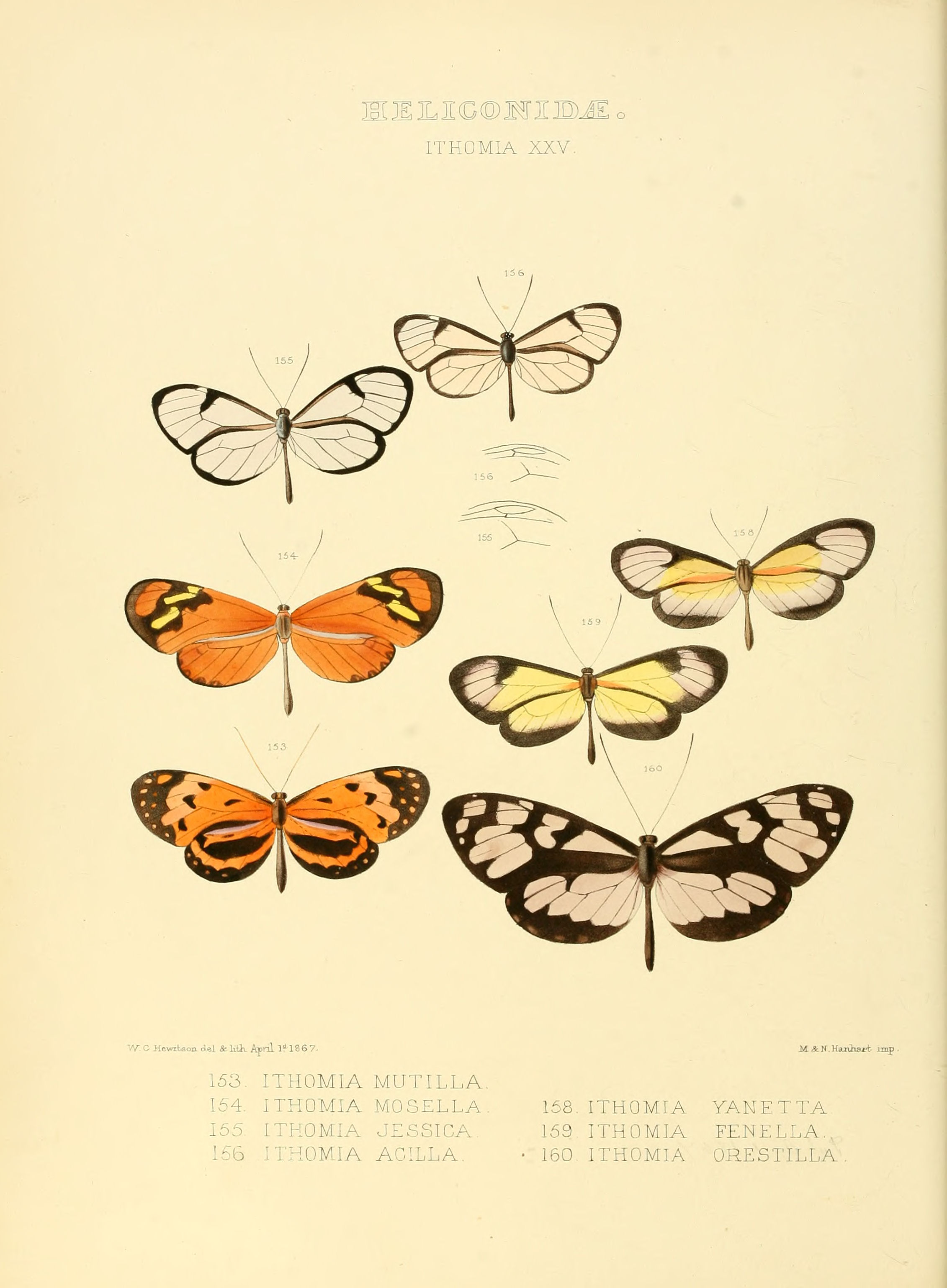